# Magic Windows
Magic Windows je studijski album ameriškega jazzovskega klaviaturista Herbieja Hancocka, ki je izšel 29. septembra 1981 pri založbi Columbia Records. Pri snemanju albuma so med drugimi sodelovali Wah-Wah Watson, Ray Parker Jr., Louis Johnson, Paulinho da Costa, Adrian Belew in Sheila Escovedo.

## Sintetizatorji
Poleg ostalih sintetizatorjev, ki jih je Hancock uporabil pri snemanju albuma, je bil pri nekaterih skladbah uporabljen Alpha Syntauri (okrepljen računalnik Apple 2).
V notranjih opombah na CD verziji albuma serije »Jazz Originals Series« je navedeno »Na albumu ni godal ali ostalih orkestralnih instrumentov. Vse orkestracije je izvedel Herbie Hancock na številne sintetizatorje.«

## Seznam skladb
| Št. | Naslov                         | Pisec                                              | Dolžina |
| --- | ------------------------------ | -------------------------------------------------- | ------- |
| 1.  | „Magic Number‟                 | David Rubinson, Herbie Hancock, Jeffrey Cohen      | 7:24    |
| 2.  | „Tonight's the Night‟          | Hancock, Cohen, Ray Parker Jr.                     | 6:31    |
| 3.  | „Everybody's Broke‟            | Alphonse Mouzon, Gavin Christopher, Hancock, Cohen | 7:11    |
| 4.  | „Help Yourself‟                | Rubinson, Christopher, Hancock, Cohen              | 6:43    |
| 5.  | „Satisfied with Love‟          | Hancock, Jean Hancock                              | 6:31    |
| 6.  | „The Twilight Clone‟           | Adrian Belew, Hancock                              | 8:19    |
| 7.  | „Magic Number (Disco Version)‟ | Rubinson, Hancock, Cohen                           | 9:30    |

## Osebje

### Glasbeniki
- Herbie Hancock – E-mu Polyphonic keyboard, E-mu Emulator, clavitar, Minimoog, Prophet 5, Oberheim 8 Voice, Yamaha CS-80, ARP Odyssey, ARP 2600, clavinet, Rhodes 88 Suitcase piano, Sennheiser, Linn LM-1, Apple II, akustični klavir, bas (2), spremljevalni vokal (3)
- Michael Brecker – tenor sax (2, 4)
- Ray Parker Jr. (1-2), George Johnson (3, 6), Al McKay (4), Wah-Wah Watson (5), Adrian Belew (6) – kitara
- Freddie Washington (1, 5), Louis Johnson (3, 6), Ed Watkins (4) – bas
- John Robinson (1, 3), Ray Parker Jr. (2), James Gadson (4), Alphonse Mouzon (5) – bobni
- Kwasi Dzidzornu, Kwawu Ladzekpo, Moody Perry III – zvonovi, ganski bobni (6)
- Juan Escovedo, Pete Escovedo, Sheila Escovedo (1), Paulinho da Costa (6) – tolkala
- Sylvester (1), Vicki Randle (2), Gavin Christopher (3-5) – solo vokal
- Jeanie Tracy (1), Dede Dickerson, Ngoh Spencer in Vicki Randle (2-4), David Bottom in Jeffrey Cohen (3), Julia, Luther, Maxine in Oren Waters (5) – spremljevalni vokal

### Produkcija
- Producenta: David Rubinson, Herbie Hancock
- Miks: David Rubinson
- Inženiring: David Rubinson, Fred Catero, Leslie Ann Jones